# Elements of Style/Exercises in Surprise
Elements of Style/Exercises in Surprise ist ein Jazzalbum von Ken Vandermark & The Vandermark 5. Die am 9. und 10. Juli 2003 in den Semaphore Recording Studios, Chicago entstandenen Aufnahmen erschienen 2004 auf Atavistic Records.

## Hintergrund
Der erste Teil des Albumtitels bezieht sich auf Stilelemente der „Vandermark Five“; Exercises in Surprise bezieht sich auf das enge Nebeneinander von strukturellem Post-Bop-Formalismus und Free-Jazz-Improvisationen, schrieb Thom Jurek. Das Quintett bestand seit 2002 neben Ken Vandermark (Holzblasinstrumente) aus Dave Rempis, Saxophone, Kent Kessler, Bass, Jeb Bishop, Posaune und Tim Daisy, Schlagzeug. Es war das zweite Album in dieser Besetzung.

## Titelliste
- The Vandermark Five: Elements of Style, Exercises in Surprise (Atavistic ALP150CD)[2]
  1. Outside Ticket (For John Gilmore) 9:23
  2. Knock Yourself Out (For Jean-Michel Basquiat) 6:03
  3. Intagliamento (For Zu) 5:31
  4. Telefon (For Glenn Gould) 7:23
  5. Gyllene (For Lars Gullin) 8:32
  6. Strata (For Max Beckmann) 8:26
  7. Six Of One (For Bogdan Benigar, Hans Falb, Mauro Pezzente, Martin Revheim, Mate Skugor, Wolfgang Wasserbauer …) 20:10
- Alle Kompositionen stammen von Ken Vandermark.

## Rezeption
Thom Jurek verlieh dem Album in Allmusic vier Sterne und schrieb, die Band biete hier in jeder Komposition ein wunderbar dicht spielendes Ensemble. Dies sei ein solider Mitschnitt, der einen Weitwinkelblick auf Vandermark als Komponisten und Arrangeur dieser Band biete. Nach Ansicht des Kritikers von All About Jazz, der dem Album fünf Sterne verlieh, sind die rauen Obertöne und rohe Intensität nicht dazu da, um das Feld zu überfüllen und Aufmerksamkeit zu fordern; stattdessen existieren sie als eine Art musikalischer Kontrapunkt zu kontrollierterem Handeln. „Knock Yourself Out“ (Jean-Michel Basquiat gewidmet) verbinde einen Funk-Groove mit polyrhythmischem Swing, geht dann durch kollektive Unruhe und erreicht einen heftigen Höhepunkt, bevor er wieder roh wird. Die Dichte der Gruppe sei eine Hommage an jahrelangen gemeinsamen Schweiß. Jeb Bishops Posaunenarbeit während der gesamten Aufnahme ist dramatisch, durchsetzungsfähig und selbstbewusst. Elements of Style sei eine der aufregendsten Aufnahmen des Jahres, meint der Autor, und die bisher beste V5-Veröffentlichung.
Liam Singer schrieb in Pitchfork, The Vandermark 5 sei ein unerwartet erfrischendes Quintett, in einer Avant-Jazz-Szene, voll von Menschen, die ihre Klangpalette erweitern oder den Begriff Jazz in einer Welt voller Samples und postmodernem Durcheinander neu definieren möchten. „Es ist eine seltene Gruppe, die die Bewegung in die Moderne innerhalb der Grenzen eines ziemlich normalen Ensembles zielgerichtet und erfolgreich vorantreibt, und die Tatsache, dass Traditionalisten die ‚Legitimität‘ von V5 in Frage gestellt haben, stärkt nur ihre Position. Ein Hörer wird sofort etwas Spannendes an ihrer neuesten Aufnahme finden; es ist der Klang solider Kompositionen, gefiltert durch unprätentiöse, energiegeladene Darbietungen.“ So wie die Freiheit der Vandermark 5 innerhalb der Konvention ein Beweis für ihre Musikalität ist, sei es auch das, was sie an Ort und Stelle halte, merkt Singer kritisch an. Während die Jazzgrößen, auf die Vandermark in seinen Widmungen Bezug nimmt, in ihren „Phasen“ und „Perioden“ erwähnt werden, sei es nicht ganz klar, „dass Vandermark irgendwohin unterwegs ist.“ Elements of Style … Exercises in Surprise sei dennoch ein großartiges Album, resümiert der Autor, und ungefähr so zugänglich wie Free-Jazz. „Voller Energie und Zweck sollte es jedem Musikliebhaber eine erfrischende Oase exzellenter Musikalität bieten.“